# ブジュ・バントン
ブジュ・バントン（Buju Banton、1973年7月15日 - ）は、ジャマイカ、キングストン出身のレゲエディージェイ、歌手。本名はマーク・アンソニー・マイリー（Mark Anthony Myrie）。

## 来歴

### 幼少期
ブジュ・バントンは1973年7月15日、ジャマイカのキングストン市にあるゲットーエリアであるソルト・レーンで5人の姉、1人の兄からなる7人兄弟の末子として生まれた。デナムタウン・セカンダリー・スクールに通っていた。

### 初期の活動
少年期のブジュはよくデナム・タウンというゲットーエリアでの野外ダンスホールで多くのアーティスト達のショーを鑑賞していた。そして12歳のとき、スウィートラブやランボー・マンゴーといったサウンドシステムでマイクロフォンを握り、トースティングをし始める。1986年、ディージェイ仲間のクレメント・アイリーの紹介でプロデューサーのロバート・フレンチに出会い、彼の下でファースト・シングルとなる"The Ruler"を録音した（発表は1987年）。以後、ブジュはパトリック・ロバーツ、バニー・ピー、ウィンストン・ライリー、ボビー・ディクソンらの録音にも参加するようになり、1988年、15歳のときに"Boom Bye Bye"を録音する。この曲は1993年に再レコーディングされ、ジャマイカ国内で大ヒットする も、ホモフォビア的で暴力的であると批判を浴び（後述）、ブジュのキャリアに大きな影響を及ぼすこととなる。

### 1990年代
1991年、ブジュはドノバン・ジャーメインのペントハウス・レコーズに参加し、デイブ・ケリーのプロデュースによって多くのヒット曲を生み出してゆく。1992年には"Bogle"と"Love Me Browning"をジャマイカ国内外でヒットさせる。"Love Me Browning"は肌の色が薄い黒人女性を称揚する内容だったため、黒人が人口の約90％を占めるジャマイカ国内ではこれに対し批判が起きた。ブジュはこれに答える形で黒人女性を称える"Love Black Woman"を発表しこの批判をかわした。
また同年にはキャリア初期のヒット曲を網羅したデビューアルバム『Mr. Mention』をリリースする。さらにシングル"Boom Bye Bye"を再レコーディングしリリースするが、アメリカ合衆国やヨーロッパではこの曲の歌詞に対し拒否反応が起き、同年のWOMADへの出演が取り消された。後にブジュは公式な謝罪を表明した。
1992年には自身初の海外ツアーとなる日本公演を行った。
1993年にはマーキュリー・レコードからセカンドアルバム『Voice Of Jamaica』を発表。このアルバムには海外に移住しながらジャマイカの家族に送金しない者を批判した"Deportees"や、ゲットーエリア間の政治的暴力に対する批判を歌ったリトル・ロイ (en:Little Roy) の"Tribal War"のリメイク、コンドームの使用とセーファーセックスを奨励し、AIDSの子供達を援助するという内容の"Willy, Don't Be Silly"など社会問題を扱った楽曲が収録され、商業的にも成功を収めた。
この成功により彼は当時のジャマイカ首相、P・J・パターソンに招待されたり、カリビアン・ミュージック・アウォーズ、カナディアン・ミュージック・アウォーズ、トピカ・セレモニーなどを受賞した。
同年夏、ツアーで滞在していた日本の高松市で作詞され、年末に発表した楽曲"Murderer"はディージェイであり彼の友人でもあったダーツマンとパンヘッド (en:Pan Head) がそれぞれ別な殺人事件で殺害されたことから着想を得て、銃による暴力やそれらを煽るようなダンスホール・レゲエの歌詞を批判したものであった。この曲の歌詞に賛同した幾つかのクラブやサウンドシステムは暴力的な歌詞の曲をプレイすることを止めた。この頃からブジュはラスタファリ運動に傾倒し、ドレッドロックスを伸ばし始めた。
さらに1994年の年末には友人であった歌手ガーネット・シルクが事故により死去。この一件はブジュをさらにラスタファリズムへと傾倒させ、彼のステージングはよりスピリチュアルな色彩を帯びていった。この年、バントンはヨーロッパ、日本、トリニダード・トバゴでも公演を行った。
1995年に発表されたアルバム『'Til Shiloh』は"Murderer"などの既発ヒット曲に加え、アコースティックギターを使用した"Untold Stories"、ナイヤビンギドラムを使用した"'Til I Laid To Rest"など、ラスタファリ運動の主義に基づきルーツロックレゲエに回帰した楽曲や、ハードコアなダンスホールのリディムに意識的な内容の歌詞を乗せた楽曲を収録し、他のダンスホール系アーティストとの違いを決定付ける作品となった。
1997年に発表したアルバム『Inna Heights』は前作からのアコースティック路線を継承した"Destiny"や"Hills and Valleys"、さらにトゥーツ・ヒバート、ベレス・ハモンド(en:Beres Hammond)というベテラン・アーティストと共演した楽曲やボブ・マーリーのカバー曲"Small Axe"を配した。
1998年にはアメリカ合衆国のパンク・ロック・バンドのランシドと"Misty Days"、"Hooligans"、"Life Won't Wait"の3曲を制作した。"Life Won't Wait"はランシドが1998年に発表したアルバムのタイトル曲にもなった。

### 2000年代

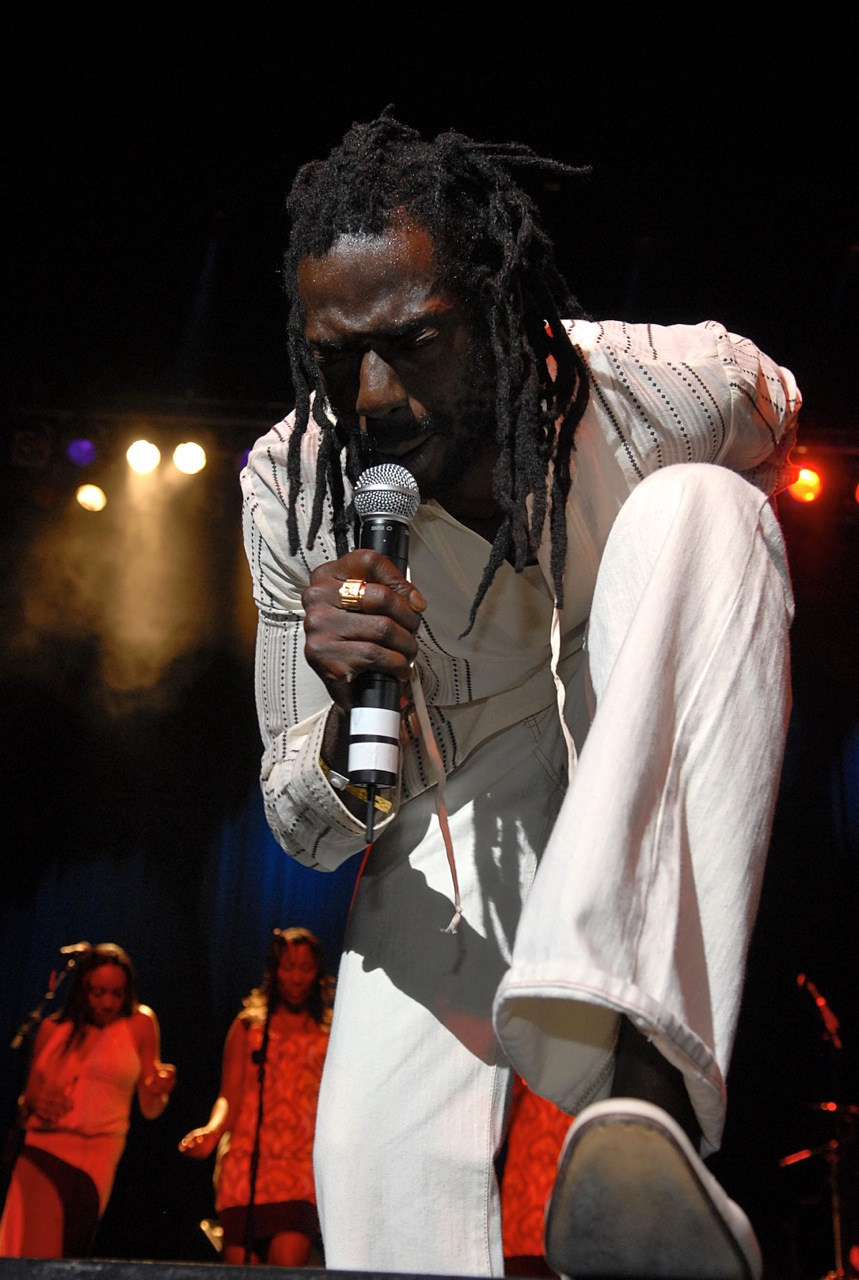
ニューヨーク市アポロシアターで公演するブジュ・バントン

2000年にはランシド、ルチアーノ (en:Luciano (singer))、モーガン・ヘリテッジ (en:Morgan Heritage) らをゲストに迎え、アルバム『Unchained Spirit』をエピタフ・レコード傘下のアンタイ・レコードより発表し、初期の彼の代名詞であった激しいダンスホールに乗せたトースティングよりもメローなアプローチを見せた。
2003年にはヒップホップ・アーティストのファット・ジョーらをゲストに迎えた"Good Times"、銃社会を批判した"Mr. Nine"をはじめマーカス・ガーベイの演説をサンプリングしたスキットや、ピーター・トッシュ"Mama Africa"のカバーを収録したアルバム『Friends For Life』を発表した。
2006年にはスライ&ロビー作の"Taxi"リディムに乗せた"Driver A"などを収録し、彼のキャリア初期を彷彿とさせるダンスホールレゲエに立ち返ったアルバム『Too Bad』を発表した。 
2007年にはサード・ワールド、ベレス・ハモンドと共にクリケット・ワールドカップの開会式でパフォーマンスを行った。
2008年にはトリニダード・トバゴのソカ・アーティストであるマシェル・モンターノ(en:Machel Montano)とのコラボレーション曲"Winning Season (Remix)"を発表した。
2009年4月21日にはワイクリフ・ジョンらが参加した9枚目のアルバム『Rasta Got Soul』を発表した。同作は第52回グラミー賞最優秀レゲエアルバム部門にノミネートされた。
2009年12月10日、後述のようにコカイン密輸容疑で逮捕拘留された。
2010年にはアルバム『Before the Dawn』を発表した。ブジュは2010年12月に保釈されると、2011年1月にマイアミで同作のリリースライブを行い、1万人以上の観衆を集めた。同ライブにはスティーブン・マーリーとダミアン・マーリー、シャギー、ショーン・ポール、DJキャレド、バスタ・ライムスらもゲスト出演した。『Before the Dawn』は2月13日に発表された第53回グラミー賞最優秀レゲエアルバム賞を受賞した。

## 人物

### 芸名の由来
「ブジュ」という愛称はマルーンの言葉で「パンノキの果実」を表す。これは、マルーンの血を引く母親が、幼少期まるまると太っていたブジュに、丸いパンノキの実からとってつけたものである。「バントン」はジャマイカの言葉で「尊敬されるストーリーテラー」という意味であり、ブジュ・バントンが幼少期に憧れ、そのだみ声を真似ていたDJであるブロ・バントン(en:Buro Banton)から拝借したものである。

### 大麻栽培
2003年、ブジュのスタジオ前の庭に大麻が生えているのが発見され、2004年4月5日、9000ドル相当の大麻の所持と栽培容疑で有罪判決を受けた。ブジュは「長いコンサートツアーから帰ってきたらそこに大麻が自生していた」と釈明した。

### ホモフォビア
ブジュのホモフォビア（反同性愛）的な歌詞と言動はしばしば批判の対象とされている。
例えば、彼の1988年のヒット曲"Boom Bye Bye"はゲイを苦しめ、殺害するという内容の歌詞を含んでいた。これについてニューヨークタイムス紙のケレファ・サネー記者は「よろめくようなビートと殺意を感じるコーラスの、控えめに言っても血の凍るような曲」と評した。
ブジュのプロダクションであるガーガメル・ミュージック・プロダクションは同楽曲への批判に対して、以下の理由を挙げ釈明している。
- この曲は1988年、ブジュがまだ15歳のときに作ったものである。
- この曲は当時ジャマイカ国内で社会問題化していた男性による少年へのレイプ事件を批判する意図があった。
- この曲がアメリカ合衆国などで世界的に知られるようになったのは再リリースされた1992年のことであった。
- ブジュは後に同性愛者権利団体のリーダーとディベートを行い、以後ホモフォビア的な歌詞の歌を作詞したことはなく、また自らのショーでこれを披露したこともない[18]

また、2004年にはキングストン市内にあるブジュのレコーディングスタジオの近くで、6名のゲイの疑いがある男性グループを約12名が襲撃し、被害者の一人は片目を失明する大怪我を負った事件があったが、ブジュはその襲撃者グループと関係があったとする容疑で告訴された。しかし2006年1月、裁判所は証拠不十分として訴えを棄却した。
2007年には「レゲエ思いやりの決意表明 (en:Reggae Compassionate Act)」に署名し、ホモフォビア的な曲を作らないことと、ホモフォビア的な言動をしないことを誓ったと報道されたが、彼は後にそれを否定している。
2009年にはブジュの歌詞への抗議が殺到したため、ツアー・プロモーターのAEGライブ社とライブ・ネーション社はブジュの全米ツアーを中止した。

### コカイン取引疑惑
2009年12月10日、アメリカ・マイアミにてブジュは5キログラム以上のコカインを配送している疑いがあるとして友人二人と共にアメリカ合衆国麻薬取締局 (DEA) によって逮捕、拘留された。2010年9月27日、12名の陪審員による審理が行われたが、有罪・無罪の判断が6対6に割れたため、意見不一致による未決定審理となった。検察側は再起訴をする予定であると発表した。同年12月、音楽家仲間のスティーブン・マーリーとダミアン・マーリーが中心となって保釈金を支払い、ブジュは一旦保釈された。

## ディスコグラフィ

### スタジオ・アルバム
- Stamina Daddy (1992年) ※後に『Quick』として再発
- 『ミスター・メンション』 - Mr. Mention (1992年)
- 『ヴォイス・オブ・ジャマイカ』 - Voice of Jamaica (1993年)
- 『ティル・シャイロ』 -  'Til Shiloh (1995年)
- Inna Heights (1997年)
- 『アンチェインド・スピリット』 - Unchained Spirit (2000年)
- 『フレンズ・フォー・ライフ』 - Friends for Life (2003年)
- 『トゥー・バッド』 - Too Bad (2006年)
- 『ラスタ・ガット・ソウル』 - Rasta Got Soul (2009年)
- Before the Dawn (2010年)
- Upside Down 2020 (2020年)
- Born for Greatness (2023年)

### 主なシングル
- "Make My Day" (1993年)
- "Champion" (1995年)
- "Paid Not Played" (2003年)
- "Driver A" (2007年)
- "Holy Mountain" (2019年) ※DJキャレド・フィーチャリング・ブジュ・バントン、シズラ、マヴァド & 070 Shake名義
- "Memories" (2020年) ※フィーチャリング・ジョン・レジェンド

### 参加作品
- ベレス・ハモンド - "Just say no"/In Control (1993年)収録
- ランシド - "Life Won't Wait"/Life Won't Wait (1998年)収録
- ファット・ジョー - J.O.S.E. (2001年)
- ウェイン・ワンダー - "What you gonna do"/Original Boomshell (2006年)収録